# Marjaliza
Marjaliza – gmina w Hiszpanii, w prowincji Toledo, w Kastylii-La Mancha, o powierzchni 65,8 km². W 2011 roku gmina liczyła 316 mieszkańców.